# Бар, Лудвиг Винцентович
Лудвиг Винцентович Бар (латыш. Ludvigs Bārs; настоящая фамилия Невярдо́вский; 21 мая 1911, Мажейкяй, Ковенская губерния — 2 февраля 1973, Рига) — советский латвийский актёр театра и кино.

## Биография
Родился 8 (21) мая 1911 года в Мажейкяе, Ковенская губерния (ныне Литва).
Актёр ГАТД Латвийской ССР имени А. М. Упита.
Умер 2 февраля 1973 года в Риге, Латвийская ССР.

## Фильмография
- 1956 — Причины и следствия — министр Апманис
- 1963 — Ты нужен — Клидзис
- 1971 — Батька — гауляйтер

## Награды и премии
- Орден «Знак Почёта» (03.01.1956)
- Сталинская премия третьей степени (1951) — за исполнение роли в спектакле «Земля зелёная» А. М. Упита на сцене ГАТД Латвийской ССР